# Bartolomeo Balbiani
Bartolomeo Balbiani (Lecco, ... – ...; fl. XIX secolo) è stato un ciclista su strada italiano, considerato uno dei padri del ciclismo moderno.

## Carriera
Amico di Paolo Magretti, svolse per diversi anni l'attività di meccanico di biciclette. In carriera ottenne alcuni piazzamenti, come il terzo posto nella prima edizione della Milano-Torino 1876 ed il secondo posto alla Milano-Lecco del 1878. Ritiratosi dall'attività nel 1885, rimane nel mondo del ciclismo come meccanico, fornendo le biciclette a Giuseppe Loretz campione nazionale, e ad Adolfo Mazza
Nel 1905 torna a disputare una corsa ciclistica la 540 km. Successivamente si trasferì definitivamente a Milano, dove aprì un negozio di biciclette.